# Plaza Barberini
La plaza Barberini (Piazza Barberini en italiano) se encuentra en Roma, entre el Quirinal y las Horti Sallustiani, y toma el nombre del Palacio Barberini. Fue realizada bajo la protección del cardenal Francesco Barberini hacia 1625.

## Historia
Durante el siglo XIV, la plaza era conocida como “Piazza Grimana”, en honor a Domenico Grimani. Hacia principios del siglo XVII, obtuvo su segundo nombre, “Sforza a Capo le Case“ en honor al cardenal Sforza. Fue luego de estos traspasos de poder que llegó a las manos de Francesco Barberini, en honor a quien recibió su nombre definitivo.
La plaza se emplaza en el área que ocupaba el Circo de Flora durante el Imperio romano. Se convirtió en un espacio urbano a partir del siglo XVI, junto con la apertura de la actual Vía Sistina.
Posteriormente, la apertura de la Via Veneto y la Via Regina Elena (actual Via Barberini) complementaron a que obtuviera la categoría y relevancia con la que hoy cuenta.

## Las fuentes
En complemento a su belleza, se construyeron durante el siglo XVII dos fuentes barrocas, ambas alimentadas por el Acqua Felice.
La primera y más icónica de las dos, se encuentra en el centro de la misma: la fuente del Tritón, obra de Gian Lorenzo Bernini de 1643, realizada durante el papado de Urbano VIII.
Una segunda fuente se encuentra entre la esquina de la plaza y la Via Venetto: la Fuente de las Abejas ("Fontana delle Api" en italiano), construida un año después por el mismo autor, también en honor a Urbano VIII Barberini.